# Giacinto Agnello
Giacinto Agnello (Palermo, 12 febbraio 1791 – Palermo, 18 giugno 1870) è stato un patriota e letterato italiano, al servizio del Regno di Sicilia.

## Biografia
Di vocazione liberale,  fu sostenitore della Costituzione siciliana del 1812 insieme a Paolo Balsamo e al principe di Castelnuovo. Spinto dalle sue posizioni politiche e da un convinto regionalismo, nel 1812 fondò, insieme all'avvocato Francesco Franco e l'erudito Pompeo Insenga (o Inzenga), il giornale bisettimanale La cronica di Sicilia, pubblicato dal 2 settembre 1813 al 4 febbraio 1814 e diretto dal conte Giovanni Aceto Cattani. Il giornale, per le sue posizioni apertamente filo-britanniche che lo rendevano l'organo ufficiale del Club degli Amici della Costituzione e dell'Alleanza Britannica, fu avversato dall'ala più reazionaria del governo, che lo additò come giornale "indesiderabile".
Nel 1813, Agnello, insieme ai sopra menzionati Franco e Insinga, fu redattore della rivista di critica d'arte Deca di belle arti, pubblicata a Palermo per soli 12 numeri dal 10 agosto al 30 novembre di quell'anno.
Nel 1815 ottenne una certa notorietà grazie alla rappresentazione della tragedia Amalarico, composta a tre mani insieme al Franco e all'Insenga, ma pubblicata sotto lo pseudonimo di "Vincenzo Monti", cosa che irritò il vero Vincenzo Monti, drammaturgo all'epoca molto celebre; questo comunque non impedì ai tre di trarre profitto dalla rappresentazione dell'opera.
Durante la rivoluzione siciliana del 1848, fedele a Ruggero Settimo, fu eletto deputato alla Camera dei Comuni del Parlamento siciliano per il distretto di Modica. Il 13 aprile dello stesso anno fu tra i firmatari dell'atto di decadenza dei Borboni dal Regno di Sicilia, che tuttavia fu costretto a ritrattare a seguito della restaurazione borbonica del 1849.
Dopo l'unità d'Italia, da convinto autonomista, avversò le politiche accentratrici dei governi postunitari. Nel 1869 contribuì al finanziamento della rivista La Regione, da cui sosteneva posizioni critiche verso il governo centrale.
Morì a Palermo nel 1870. Di Agnello, il biografo Giovanni Maria Mira scrisse che era «d'integerrimi costumi ed amante della patria».

## Scritti e opere
- Armida e Rinaldo, cantata a 3 voci, Palermo 1814
- Amalarico, con Francesco Franco e Pompeo Insenga, Palermo 1815
- Notizie intorno ad un codice relativo all'epoca svevo-angioina, Palermo 1832
- Per la inaugurazione nella villa Giulia del busto di G. Meli (sestine), Palermo 1868